# 2MASS J14493784+2355378
2MASS J14493784+2355378 ist ein Brauner Zwerg im Sternbild Bootes. Er wurde 2000 von J. Davy Kirkpatrick et al. entdeckt.
Er gehört der Spektralklasse L0 an. Seine Position verschiebt sich aufgrund seiner Eigenbewegung jährlich um 0,0570 Bogensekunden.